# 和歌乃山洋
和歌乃山 洋（わかのやま ひろし、1972年5月12日 - ）は、和歌山県御坊市出身で武蔵川部屋に所属した元大相撲力士。本名は西崎 洋（にしざき ひろし）。現役時代の体格は身長178cm、体重166kg。得意技は突き押し、左四つ、寄り。最高位は西小結（2001年3月場所）。血液型はB型。
実弟は同じ武蔵川部屋所属の床山・床健、愛称は本名のニシザキ。家族は妻・長男・長女・次女（長女と次女は双子である）。

## 来歴
幼い頃から相撲を始め、5学年先輩である同郷の大輝煌と同じ相撲道場に通い、大相撲では和歌乃山の方が2年早く初土俵を踏んだ。御坊市立御坊中学校時代は相撲部に所属し全国大会に出場する活躍を見せ、武蔵川部屋の関係者から再三の勧誘があり武蔵川部屋に入門を決意した。
1988年3月場所初土俵。曙、貴乃花、若乃花、魁皇らと同期。俗に言う「花の六三組」の1人である。早くから期待の星とされ1991年7月場所に十両に昇進。
1992年5月場所には新入幕を果たした（新十両・新入幕は若貴兄弟や曙より遅かったものの魁皇より1年早かった）。順調に番付を上げていったが、糖尿病を患って以降1995年頃から症状が悪化、精彩を欠く相撲が多くなり幕下で低迷した。しかし後に妻となる女性の支えで糖尿病を克服、徐々に復調し1998年11月場所に十両に復帰してからは十両・幕内に定着した。かつての様に粘り強い相撲が取れるまで体調が良くなり上位でも安定した成績を残し、1999年7月場所で29場所ぶりに幕内に復帰し、その場所は初日から6連勝して8勝7敗と新入幕以来となる幕内での勝ち越しを決めた。1999年9月場所、千秋楽に勝てば三賞獲得だったが時津海に負け受賞ならずだった。それでも2001年1月場所では前頭3枚目の地位で9勝6敗と勝ち越し、ついに復帰後で念願だった三賞(敢闘賞)を受賞した。さらに2001年3月場所には小結に昇進し武蔵川部屋の全盛期を支えた。2001年5月場所、魁皇戦で脳震盪を起こした際に膝を怪我する事があった。晩年は2004年1月場所で11勝4敗の好成績で十両優勝し、再度入幕したものの2勝13敗と大きく負け越して1場所で十両に陥落した。その後は十両での土俵が続き西十両6枚目で迎えた2005年7月場所では3勝12敗という精彩を欠く成績で幕下へ陥落。
同年8月11日、引退届を提出、年寄・山分を襲名した。2006年9月30日には両国国技館で引退相撲を行った。
2007年6月には部屋のちゃんこ番の力士（当時。同年7月に引退）に対して包帯を巻いたほうきの柄の部分で両腕を繰り返し殴るなどし、約2週間のけがを負わせた疑いで同年9月下旬に傷害容疑で書類送検された。同年10月4日に報道陣に対して武蔵川（元横綱・三重ノ海）は「山分の行為はやりすぎた面があって残念。」と遺憾の意を表した一方で「被害者の男性は新弟子に度々いじめを行い、恐怖を感じて部屋を辞めた弟子もいた。体罰は基本的に弟子を守るための行為だった。悪いのはいじめを行った男性の方で、男性を訴えるようにいじめられたものに準備させる。」といじめを行った力士に対する懲罰であったと主張した。しかし折からの時津風部屋力士暴行死事件の影響から世論が相撲部屋の体罰に敏感になっていた時期である上にちゃんこ番の力士が自らワイドショーで部屋を非難するなどの動きを見せたこともあって、一部で山分個人や武蔵川部屋に対する批判も起こった。
上記の騒動も関係したのか、2010年9月、武雄山の山分襲名によって日本相撲協会を退職した。
東京都荒川区内で「串焼き どすこい酒場 和歌ボン」を営んでいたが、現在は福井県に本社がある兵左衛門という箸屋に勤務しているという。

## 取り口
押し相撲は非常にしつこく粘っこく、対戦した寺尾に「接着剤」のようだと言われた。また、残る時が非常に巧く、この取り口に関して体毛の濃さと合わせ「毛蟹」や「毛虫」というあだ名も付けられた事もある。

## エピソード
- 新聞の星取表では四股名の和歌乃山が長いため略してあり、その略したのが自身の出身地である「和歌山」と表記されていた。
- 2003年9月場所で、地方紙の星取表で、出場しているが休場を表す「や」の字がミスとして入ってしまった事がある。
- 2002年9月場所、同部屋の横綱・武蔵丸がこの場所復帰した横綱・貴乃花との千秋楽相星決戦となった、和歌乃山は自分の取組を終えると付け人たちと協力し国技館の2階席に直行して付け人たちと「武蔵丸応援団」を結成し全力で2階席から武蔵丸を応援した、その結果武蔵丸は貴乃花を破って優勝した、なお和歌乃山と武蔵丸はともに1991年7月場所が新十両であり同部屋の新十両同期でもある。
- ひたむきな取り口でファンが多かった。
- 落語家三遊亭歌橘が付き人をしていたことがある。
- 1999年6月に結婚式を挙げた。
- 2000年8月、親交があったアンディ・フグが亡くなった時に、同部屋の武蔵丸と共に告別式に参列していた。

## 主な成績
- 通算成績：629勝618敗33休 勝率.504
- 幕内成績：204勝254敗22休 勝率.445
- 現役在位：105場所
- 幕内在位：32場所
- 三役在位：1場所（小結1場所）
- 三賞：1回
  - 敢闘賞：1回（2001年1月場所）
- 各段優勝
  - 十両優勝：2回（1995年11月場所、2004年1月場所）
  - 幕下優勝：3回（1991年5月場所、1994年1月場所、1995年9月場所）

### 場所別成績
| | 一月場所 初場所（東京） | 三月場所 春場所（大阪） | 五月場所 夏場所（東京） | 七月場所 名古屋場所（愛知） | 九月場所 秋場所（東京） | 十一月場所 九州場所（福岡） |
| --- | ----------------------- | ----------------------- | ----------------------- | --------------------------- | ----------------------- | --------------------------- |
| 1988年 （昭和63年） | x                       | （前相撲）              | 西序ノ口13枚目 4–3      | 西序二段122枚目 5–2         | 西序二段75枚目 6–1      | 西序二段10枚目 3–4          |
| 1989年 （平成元年） | 西序二段27枚目 4–3      | 東序二段6枚目 2–5       | 西序二段38枚目 4–3      | 西序二段12枚目 5–2          | 東三段目72枚目 7–0      | 東幕下52枚目 3–4            |
| 1990年 （平成2年） | 東三段目7枚目 4–3       | 西幕下57枚目 5–2        | 東幕下35枚目 4–3        | 西幕下26枚目 3–4            | 東幕下35枚目 4–3        | 西幕下23枚目 5–2            |
| 1991年 （平成3年） | 西幕下11枚目 3–4        | 東幕下16枚目 5–2        | 西幕下8枚目 優勝 7–0    | 西十両10枚目 6–9            | 西十両12枚目 8–7        | 東十両6枚目 8–7             |
| 1992年 （平成4年） | 西十両5枚目 8–7         | 東十両3枚目 10–5        | 東前頭12枚目 8–7        | 西前頭9枚目 6–9             | 東前頭12枚目 6–9        | 東前頭15枚目 5–10           |
| 1993年 （平成5年） | 東十両5枚目 7–8         | 西十両6枚目 9–6         | 東十両3枚目 9–6         | 東十両筆頭 6–9              | 西十両5枚目 3–12        | 東幕下筆頭 3–4              |
| 1994年 （平成6年） | 東幕下5枚目 優勝 7–0    | 西十両10枚目 11–4       | 西十両5枚目 9–6         | 西十両筆頭 9–6              | 東前頭16枚目 7–8        | 東十両筆頭 6–9              |
| 1995年 （平成7年） | 東十両5枚目 6–9         | 東十両9枚目 6–9         | 東十両6枚目 8–7         | 西十両4枚目 3–12            | 東幕下筆頭 優勝 7–0     | 西十両9枚目 優勝 11–4       |
| 1996年 （平成8年） | 東十両4枚目 8–7         | 東十両3枚目 8–7         | 西十両2枚目 4–11        | 西十両10枚目 4–11           | 西幕下3枚目 1–3–3       | 東幕下22枚目 5–2            |
| 1997年 （平成9年） | 西幕下11枚目 5–2        | 東幕下5枚目 4–3         | 西幕下2枚目 2–5         | 西幕下11枚目 休場 0–0–7     | 西幕下11枚目 3–4        | 東幕下17枚目 5–2            |
| 1998年 （平成10年） | 東幕下9枚目 4–3         | 西幕下6枚目 3–4         | 東幕下11枚目 5–2        | 東幕下5枚目 5–2             | 東幕下2枚目 5–2         | 西十両13枚目 11–4           |
| 1999年 （平成11年） | 東十両3枚目 7–8         | 西十両4枚目 10–5        | 西十両筆頭 10–5         | 西前頭13枚目 8–7            | 東前頭11枚目 9–6        | 東前頭6枚目 7–8             |
| 2000年 （平成12年） | 西前頭7枚目 9–6         | 東前頭筆頭 6–9          | 東前頭2枚目 5–10        | 西前頭4枚目 7–8             | 東前頭6枚目 8–7         | 西前頭筆頭 6–9              |
| 2001年 （平成13年） | 東前頭3枚目 9–6 敢      | 西小結 6–9              | 東前頭2枚目 2–6–7       | 東前頭12枚目 休場 0–0–15    | 東前頭12枚目 8–7        | 西前頭9枚目 6–9             |
| 2002年 （平成14年） | 東前頭12枚目 5–10       | 西前頭15枚目 9–6        | 西前頭7枚目 6–9         | 東前頭10枚目 6–9            | 東前頭12枚目 8–7        | 西前頭9枚目 8–7             |
| 2003年 （平成15年） | 東前頭7枚目 8–7         | 東前頭4枚目 4–11        | 西前頭10枚目 6–9        | 西前頭13枚目 7–8            | 西前頭14枚目 7–8        | 東十両2枚目 4–11            |
| 2004年 （平成16年） | 西十両6枚目 優勝 11–4   | 東前頭16枚目 2–13       | 東十両8枚目 10–5        | 東十両2枚目 7–8             | 東十両3枚目 5–10        | 東十両7枚目 7–8             |
| 2005年 （平成17年） | 東十両8枚目 7–7–1       | 西十両8枚目 8–7         | 西十両7枚目 8–7         | 西十両6枚目 3–12            | 東幕下筆頭 引退 0–0–0   | x                           |
| 各欄の数字は、「勝ち-負け-休場」を示す。 優勝 引退 休場 十両 幕下 三賞：敢=敢闘賞、殊=殊勲賞、技=技能賞 その他：★=金星 番付階級：幕内 - 十両 - 幕下 - 三段目 - 序二段 - 序ノ口 幕内序列：横綱 - 大関 - 関脇 - 小結 - 前頭（「#数字」は各位内の序列） |                         |                         |                         |                             |                         |                             |

### 幕内対戦成績
| 力士名   | 勝数 | 負数 | 力士名   | 勝数 | 負数 | 力士名   | 勝数 | 負数 | 力士名   | 勝数 | 負数 |
| -------- | ---- | ---- | -------- | ---- | ---- | -------- | ---- | ---- | -------- | ---- | ---- |
| 蒼樹山   | 4    | 1    | 安芸乃島 | 5    | 11   | 曙       | 0    | 4    | 朝青龍   | 1    | 0    |
| 朝赤龍   | 1    | 2    | 朝乃翔   | 1    | 2    | 朝乃若   | 8    | 4    | 旭里     | 1    | 0    |
| 安美錦   | 3    | 4    | 岩木山   | 2    | 2    | 潮丸     | 2    | 3    | 皇司     | 6    | 4    |
| 大碇     | 2    | 3    | 大日ノ出 | 3    | 0    | 小城錦   | 5    | 2    | 小城ノ花 | 0    | 1    |
| 魁皇     | 0    | 7    | 海鵬     | 8(1) | 4    | 春日王   | 3    | 1    | 春日錦   | 2    | 1    |
| 春日富士 | 1    | 0    | 巌雄     | 2    | 0    | 北勝鬨   | 2    | 1    | 北桜     | 2    | 0    |
| 旭鷲山   | 6    | 6    | 旭天鵬   | 1    | 10   | 旭道山   | 0    | 1    | 鬼雷砲   | 0    | 4    |
| 起利錦   | 2    | 0    | 金開山   | 1    | 2    | 久島海   | 0    | 2    | 剣晃     | 1    | 0    |
| 光法     | 2    | 1    | 五城楼   | 0    | 5    | 琴ヶ梅   | 2    | 1    | 琴椿     | 1    | 1    |
| 琴錦     | 0    | 1    | 琴ノ若   | 4    | 5    | 琴富士   | 1    | 2    | 琴光喜   | 0    | 3    |
| 琴龍     | 7    | 2    | 小錦     | 0    | 1    | 敷島     | 1    | 2    | 霜鳥     | 3    | 3    |
| 十文字   | 4    | 2    | 大至     | 1    | 0    | 大翔鳳   | 0    | 4    | 大翔山   | 1    | 1    |
| 大善     | 6    | 5    | 貴闘力   | 1    | 4    | 隆の鶴   | 1    | 1    | 貴ノ浪   | 6    | 6    |
| 貴乃花   | 0    | 6(1) | 隆乃若   | 4    | 5    | 高見盛   | 0    | 3    | 隆三杉   | 1    | 1    |
| 豪風     | 0    | 1    | 大刀光   | 0    | 1    | 立洸     | 0    | 3    | 玉海力   | 1    | 1    |
| 玉春日   | 4    | 8    | 玉乃島   | 1    | 5    | 玉力道   | 4    | 1    | 千代大海 | 1    | 3    |
| 千代天山 | 7    | 5    | 常の山   | 2    | 0    | 寺尾     | 3    | 0    | 闘牙     | 3    | 1    |
| 時津海   | 5    | 6    | 時津洋   | 1    | 3    | 土佐ノ海 | 2    | 3    | 栃東     | 1    | 4    |
| 栃栄     | 3(1) | 6    | 栃乃洋   | 4    | 5    | 栃乃花   | 5    | 1    | 豊桜     | 0    | 1    |
| 豊ノ海   | 1    | 1    | 浪之花   | 1    | 0    | 花ノ国   | 1    | 0    | 濵錦     | 0    | 5    |
| 濱ノ嶋   | 6    | 2    | 追風海   | 1    | 3    | 春ノ山   | 0    | 1    | 肥後ノ海 | 5    | 2    |
| 北勝力   | 1    | 3    | 舞の海   | 1    | 1    | 水戸泉   | 1    | 0    | 湊富士   | 2    | 1    |
| 燁司     | 0    | 3    | 両国     | 0    | 2    | 若翔洋   | 0    | 1    | 若孜     | 0    | 1    |
| 若兎馬   | 0    | 1    | 若の里   | 1    | 3    | 若乃花   | 0    | 2    |          |      |      |

## 改名歴
- 西崎 洋（にしざき ひろし）1988年3月場所 - 1989年9月場所
- 和歌乃山 洋（わかのやま - ）1989年11月場所 - 2005年7月場所

## 年寄変遷
- 山分 洋（やまわけ ひろし）2005年8月 - 2005年11月
- 山分 裕司（ - ひろし）2005年11月 - 2010年9月